# František Blažej
František Blažej, né le 7 octobre 1907 et mort le 11 juillet 1969, est un entraîneur de football tchécoslovaque.

## Biographie
En 1939, František Blažej dirige la sélection bohémo-morave et reste invaincu avec une victoire et deux matchs nuls en trois matchs. Il réalise notamment un match nul contre l'Allemagne nazie.
S'il s'agit de sa seule expérience de sélectionneur, Blažej deviendra tout de même plus tard président de la fédération tchécoslovaque de football vers le milieu des années 1950.